# バーナード・モントゴメリー
初代アラメインのモントゴメリー子爵 バーナード・ロー・モントゴメリー（英: Bernard Law Montgomery, 1st Viscount Montgomery of Alamein, KG、GCB、DSO、PC、1887年11月17日 - 1976年3月24日）は、イギリスの陸軍軍人、政治家。モンティ（Monty）の愛称で呼ばれた。また、モンゴメリーと呼ばれることもある。
モントゴメリーは十分な軍備を整えた上で作戦行動に移ることを基本方針としたため、批判もされたが確実な勝利を得る堅実さで部下の士気を高めた。
モントゴメリーとソビエト連邦のゲオルギー・ジューコフは、両者とも第二次大戦中最も成功した「守備的な将軍」だったと評されている。

## 生涯
モントゴメリーは、1887年11月17日にロンドンのケニントン（現在のランベス区）でアングロ系アイルランド人の英国国教会牧師の息子として生まれた。母親は子供への愛情に欠けた厳格な女性であったため、モントゴメリーは母親に対して相当な憎しみを抱いており、1949年の葬儀にも出席しなかった。ロンドンのセント・ポールズ・スクールを卒業後にサンドハースト王立陸軍士官学校に入学したが、これらの学校でもモントゴメリーは札付きの不良で退学寸前だったという。1908年に同校を卒業しロイヤル・ウォリックシャー連隊に歩兵少尉として任官した。1909年、インドに転属して初めての海外勤務を経験している。1912年に帰国、ケントのショーンクリフ陸軍基地の大隊副官を務めた。

### 第一次世界大戦

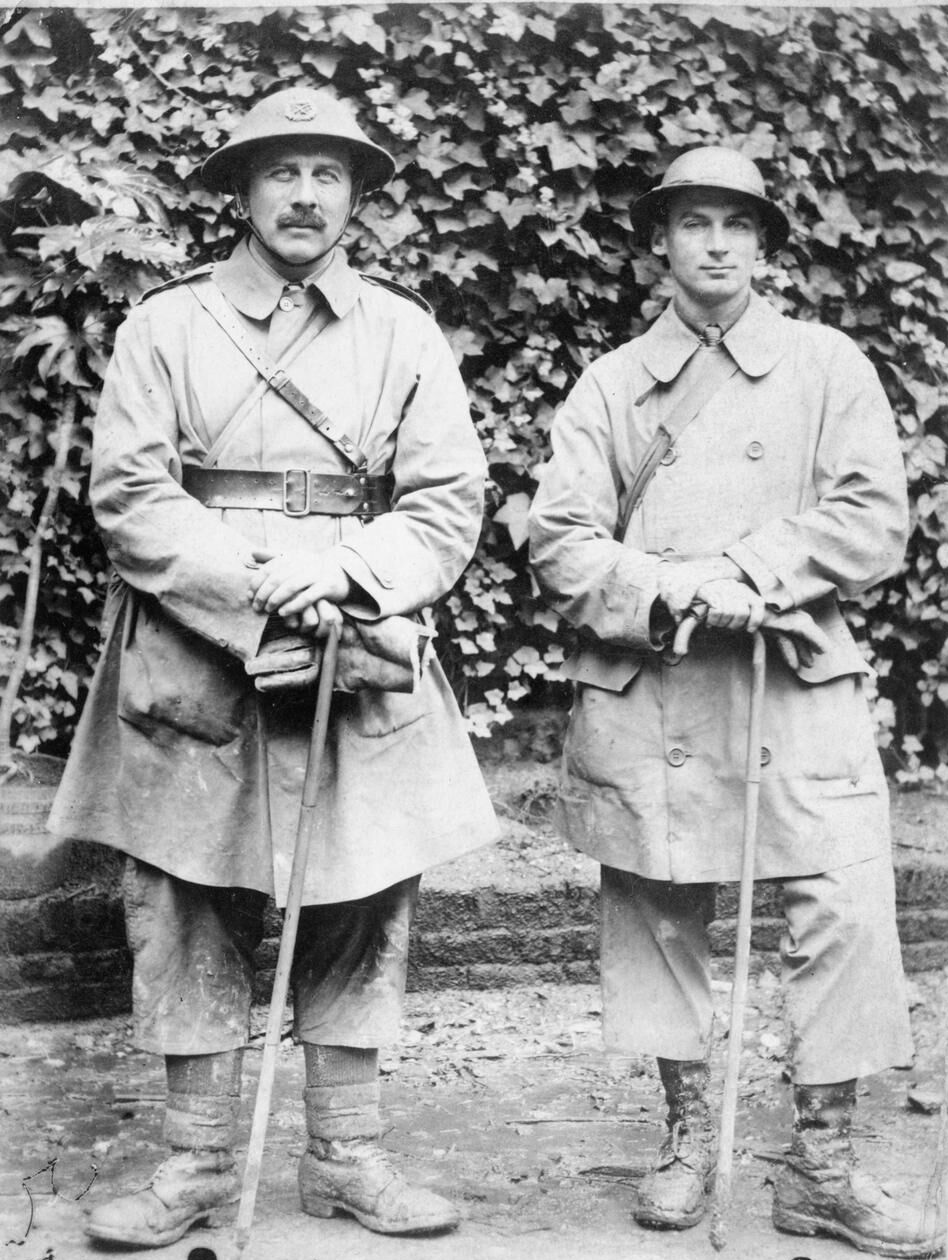
第一次世界大戦当時のモントゴメリー(右)

1914年8月に第一次世界大戦が勃発すると、モントゴメリーは部隊とともにフランスに渡り、最前線で史上最大の戦争を経験した。モンスの戦いでドイツ軍に敗れたイギリス軍はベルギー国境近くまで敗走し、その後の反撃の際、モントゴメリーはドイツ軍の狙撃兵に肺と膝を撃ち抜かれ、1914年10月に帰国を余儀なくされた。この戦いで勇敢なリーダーシップを発揮したと評価され、殊功勲章を受章した。翌年、軍務に復帰したモントゴメリーは少佐に昇進し、ランカシャーで訓練中であった第112旅団、続いて第104旅団に配属された。1916年には第33師団の参謀として再びフランスに渡り戦線復帰、1917年4月から5月にかけて繰り広げられたアラスの戦いに参加している。同年7月には第9軍団の参謀に転属、パッシェンデールの戦いに参加。1918年には中佐に昇進し、第47ロンドン師団の参謀将校として後方勤務となる。
第一次世界大戦が終わると、ライン川に駐留するロイヤル・フュージリアーズ連隊の大隊長に任命された。1919年には戦時昇進を取り消され、大尉に戻されている。1921年から1923年にかけ、モントゴメリーは第17歩兵旅団の副官としてアイルランドのコーク県に駐留し、アイルランド独立戦争とそれに続くアイルランド内戦でアイルランド共和軍との戦いを繰り広げた。1926年にはキャンバレーで教官となる。1927年に第一次世界大戦で戦死したオズワルド・カーバーの未亡人、エリザベスと結婚し、翌年に息子のデイヴィッドを授かっている。1931年、中佐に昇進したモントゴメリーはパレスチナとインドに転属を重ねた。1934年、大佐に昇進するとクエッタのインド陸軍幕僚大学で教鞭をとった。1937年6月に帰国し、第9歩兵旅団の旅団長に任命された。1938年10月には陸軍少将に昇任し第8歩兵師団の師団長となり、パレスチナに赴任、続いてトランスヨルダンに赴任する。1939年7月に帰国した。

### 第二次世界大戦

ジェネラル・グラントの砲塔にて

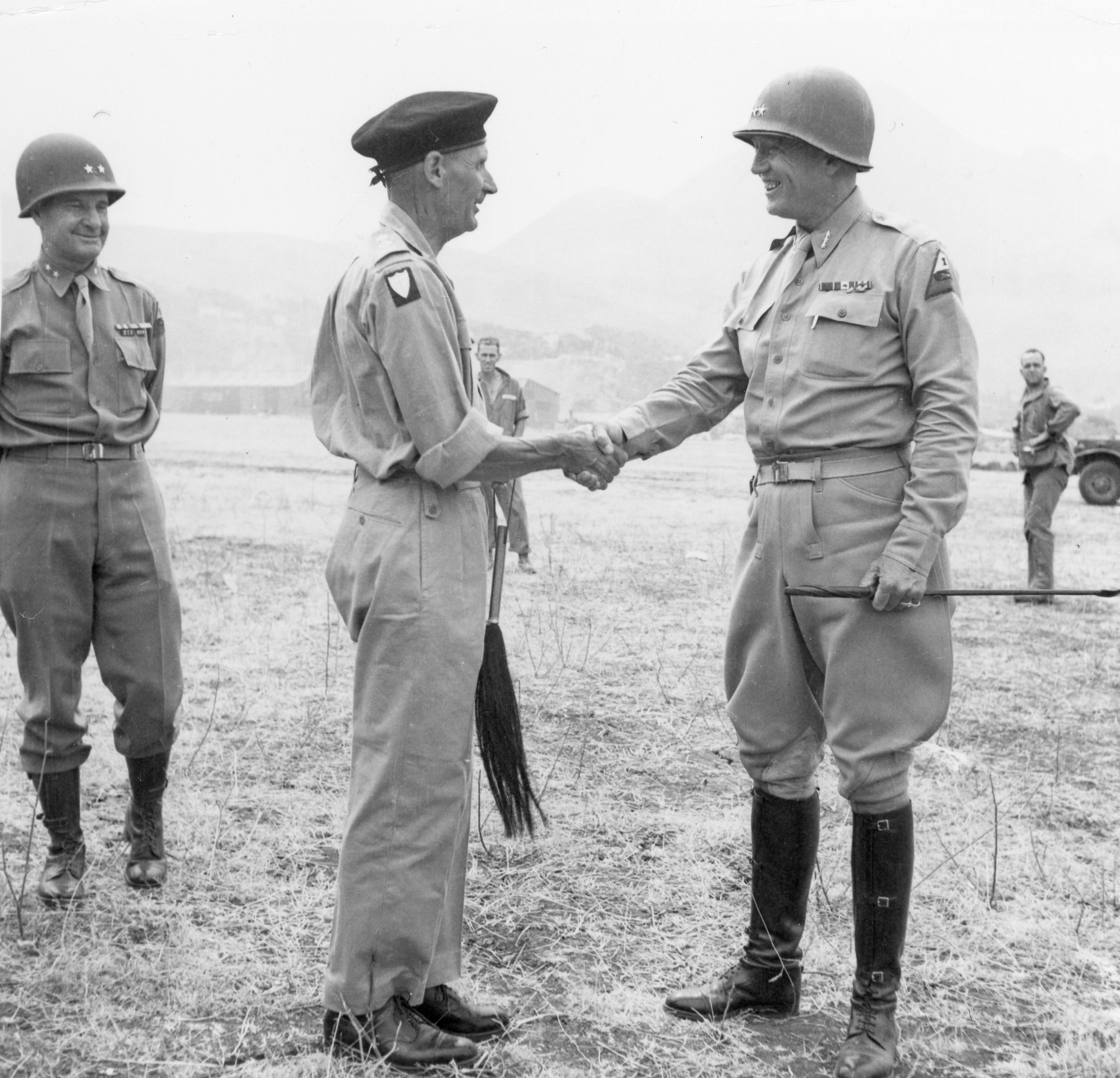
パレルモにてパットン将軍と別れの挨拶を交わすモントゴメリー（1943年7月28日）

1939年9月に第二次世界大戦が勃発するとイギリス海外派遣軍（BEF）が編成され、モントゴメリーは第3師団の指揮官としてフランスに赴任する。だが、ナチス・ドイツのフランス侵攻でフランス軍は大敗、イギリス海外派遣軍（BEF）はダンケルクから撤退することとなり、5月30日、第2軍団指揮官に昇進。同軍団の撤退（ダイナモ作戦）を指揮することとなり、1940年6月1日に帰国する。7月には第5軍団指揮官となり、ダンケルクの戦功によりバス勲章を受章し、中将に昇進した。翌1941年4月に第12軍団指揮官、12月には南東軍指揮官となる。
1942年8月18日、ウィンストン・チャーチル首相はモントゴメリーをクロード・オーキンレック大将の代わりとして北アフリカ戦線における第8軍の指揮官に任命する。モントゴメリーはエル・アラメインの戦いにおいてエルヴィン・ロンメル指揮下のドイツ・アフリカ軍団を打ち破りエジプトから退却させた。
このエル・アラメインの戦いの前哨戦となる「アラム・ハルファの戦い」で、防御側のイギリス軍はモントゴメリーの堅実な防御作戦により、反攻を試みるような本気の動きさえせずに、防御のみで勝負を決し、勝利した。その後のエル・アラメインの戦いでイギリス軍はアラム・ハルファの戦いとは対照的な攻勢に転じ、ドイツ軍に勝利した。以前よりも連合軍の指揮統制システムは格段に向上しており、ドイツ軍を欺くための欺瞞作戦についても、モントゴメリーとその広報チームの苦労と深慮が報われた。
ドワイト・D・アイゼンハワーの指揮の1943年、モントゴメリーは連合軍のシチリア島進攻（ハスキー作戦）を率いた。この作戦でモントゴメリーは、アメリカ陸軍のジョージ・パットン将軍が率いる第7軍にモントゴメリーが率いる第8軍の担当区域で最終目標であったメッシナを先に占領されてしまった。プライドをひどく傷つけられたモントゴメリーは、パットンを毛嫌いするようになっていった。
シシリー戦役後、モントゴメリーはイタリア本土上陸まで第8軍を指揮した。その後オーバーロード作戦（ノルマンディー上陸作戦）の計画立案のためモントゴメリーはイギリスへ呼び戻された。ノルマンディー進攻に先立ってモントゴメリーは、第21軍集団の指揮官となりヨーロッパ戦における連合軍の布陣を指示した。D-デイ後、アイゼンハワーがフランスにやって来て連合軍総指揮官となるまで、モントゴメリーは連合軍の地上軍を全て指揮した。しかし、ノルマンディー上陸作戦におけるモントゴメリーの指揮能力に関してはその立案をあまりにも厳密で想像力に欠けるとした多くの批判者によって非難された。

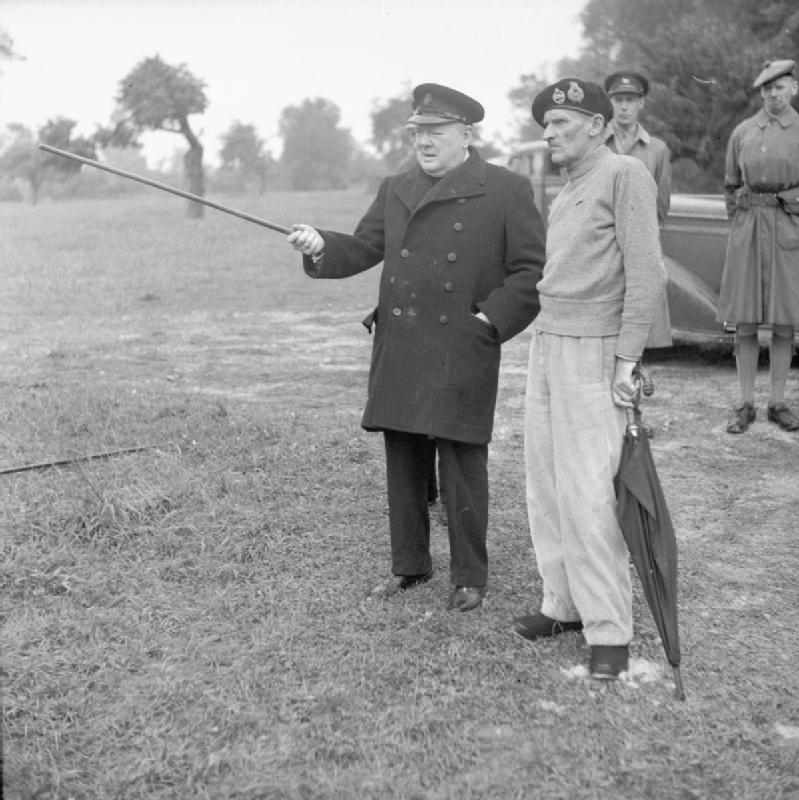
英首相チャーチルと談笑するモントゴメリー (1944年7月)

戦争を通してモントゴメリーの激しい性格は、連合軍総司令部にしばしば亀裂を生じさせた。フランス上陸以後には自身に連合軍の陸軍最高指揮官の地位を与えるようにとアイゼンハワーに再三要求しているが、指揮系統が複雑化することを嫌ったアイゼンハワーはこれを拒否している。バルジの戦いで連合国軍の前線が南北に分断されかかると、アイゼンハワーは米第十二軍集団（ブラドリー）下のうち米第一軍（ホッジズ）、第九軍（シンプソン）の指揮権をモントゴメリーに移したが、モントゴメリーとアメリカ軍指揮官たちとの関係は悪化するばかりだった。バストーニュにおける包囲戦が一段落した1944年暮にモントゴメリーはアイゼンハワーに対して、以後の対独戦は北方重視戦略を取ること、さらに新たに陸軍最高指揮官を設けることを進言し、この提案を受け入れなければ再度の失敗を重ねることになるであろうと警告を付した書簡を送った。連合国遠征軍最高司令部の幕僚は米英軍問わずこの書簡に激怒し、アイゼンハワーもついにモントゴメリーの解任を決意した。ウォルター・ベデル・スミス参謀長の介入によりモントゴメリーが謝罪することで解任は回避された。
モントゴメリーとの軋轢に業を煮やしたアイゼンハワーは、モントゴメリーの提案したマーケット・ガーデン作戦を成功の可能性は低いことを知りながら政治的妥協として認可することになった。この作戦はアルンヘムでの英第1空挺師団の壊滅など完全な失敗に終わったが、モントゴメリー自身は「作戦は90パーセント成功した。」と評価している。
これらのアメリカ軍との再三にわたる衝突とマーケットガーデン作戦の失敗から、戦後になりモントゴメリーの評価は大きな論争の的になった。アメリカ軍の将軍と彼らのインタビューを基にしたアメリカの歴史家はモントゴメリーの能力を低く評価したのに対して、イギリスでは一定の評価がなされることが多い。
モントゴメリーはアイゼンハワーに対して連合陸軍司令官の地位を要求したが、アイゼンハワーに拒否され第21軍集団司令官の地位に押しとどめられていた。これに憤慨したモントゴメリーは、イギリスのチャーチル首相に元帥の地位を要求した。アメリカ軍将官たちよりも上に立つことによって連合陸軍司令官としての地位を手に入れようとした。そしてモントゴメリーの元帥昇進が認められることとなったが、連合軍内でのバランスを取るため、アイゼンハワーも元帥に昇格することになった。
1945年1月7日、モントゴメリーは記者会見を開きバルジの戦いにおける連合軍の勝利に関する記事へのクレームを行った。これは論争を引き起こし、モントゴメリーが自らの軍の投入を押しとどめたと感じたアメリカ人達の憤慨を引き起こした。
同年3月、モントゴメリーはヴァーシティー作戦を発動して空挺作戦を実施し、マーケット・ガーデン作戦で失敗したライン川渡河に成功した。ドイツ国内へ進攻したモントゴメリーはドイツの首都ベルリン攻略を主張したが、エルベ川での停止をアイゼンハワーに命じられ、モントゴメリーの第二次世界大戦は終わった。

### 大戦後
ヨーロッパでの戦争が終わると、モントゴメリーもライン川駐留イギリス軍（BAOR）の司令官となった。1946年には新設された初代アラメインのモントゴメリー子爵となった。その後、モントゴメリーは1946年から1948年までドイツ駐留英国陸軍総参謀長を務め、1948年から1951年まで西欧同盟軍最高司令官会議議長、1951年から1958年に退役するまで北大西洋条約機構軍副司令官を務めた。

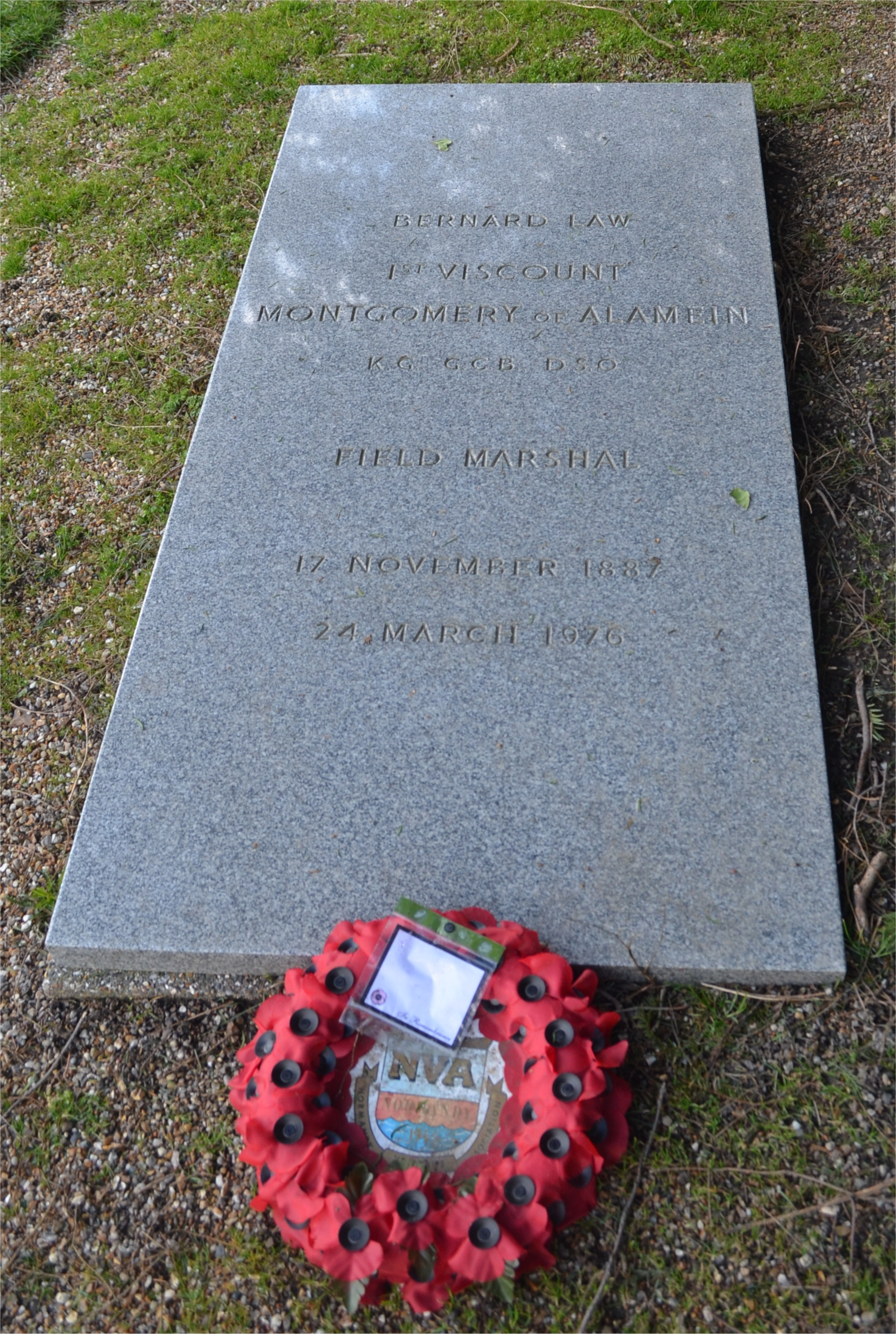
モントゴメリーの墓

引退後、モントゴメリーは回顧録を執筆し、その中でアイゼンハワーのリーダーシップの欠如が戦争を長引かせたと批判した。一方、ベトナム戦争にも批判的で、アメリカ軍は明確な戦略目的がないままに大軍を派兵して戦争をして、無差別爆撃や戦略的に重要な村落からの村民強制移住などアメリカ軍は「狂った軍隊」であるとしている。中華人民共和国で毛沢東と会談した際も朝鮮戦争でのアメリカ軍の介入は内政干渉であると否定していた。
また、イギリス陸軍参謀総長時代の機密書類によって人種的偏見を抱いていたことが1999年に明らかとなった。その当時、モントゴメリーはイギリスの政策に反する自らの見解を語らないように強いられ、その指示に従うかを調べるために職員が割り当てられた。
モントゴメリーは1976年3月24日にハンプシャー州オールトンの自宅で88歳で死去し、同州ビンステッドの聖十字架教会墓地に埋葬された。モントゴメリー・オブ・アラメイン子爵の爵位は息子のデヴィッド（1928年生まれ）が継承している。父と違って軍人にはならず、政治家・実業家として活動した。

## 関連
- ノルマンディー地方を統治していた名門貴族の血を引く。フランスでユグノー戦争を戦い、パリ市庁舎前で処刑されたモンゴムリ伯爵ガブリエル・ド・ロルジュ等を先祖にもつ。

- 「全裸」を意味する英語のスラング「フル・モンティ」（full monty）は何でも徹底的にやり遂げないと気が済まない、という（あるいはそう喧伝された）モントゴメリー（の愛称）にちなんで造られたという説がある。

- 同様にイギリスBBCのTVコメディー番組「モンティ・パイソン」もまた、「何か男根崇拝的な感じの番組タイトルにしよう」という制作者の意図から、マッチョな性格だったとされるモントゴメリーにちなみ名づけられた。

- 第二次世界大戦を舞台にしたアーネスト・ヘミングウェイの小説『河を渡って木立の中へ』の中で、主人公がバーテンダーにマティーニを注文するさい「モンゴメリー将軍で」と頼む。これはジン15：ベルモット1（通常はジン3〜4に対してベルモット1）のハードなドライ・マティーニの事で、モントゴメリーがドイツ軍との戦力比が15対1以上にならないと決して攻撃を開始しなかった事に引っ掛けている。

## 影武者
ノルマンディー上陸作戦に先立って実施された欺瞞作戦「コッパーヘッド作戦」では、陸軍会計隊に勤務していた俳優のM・E・クリフトン・ジェームズ少尉がモントゴメリーの影武者に利用された。モントゴメリーに扮したジェームズは地中海に派遣され、高官達と公の場で南フランス侵攻の計画について語ることであえてその情報をドイツ側に漏らし、北フランスからドイツ軍を移動させようと試みた。

## 栄典

### 爵位
- 1946年、初代モントゴメリー・オブ・アラメイン子爵（連合王国貴族爵位）[6]。

### 勲章
- 1914年、殊功勲章（DSO）[7]

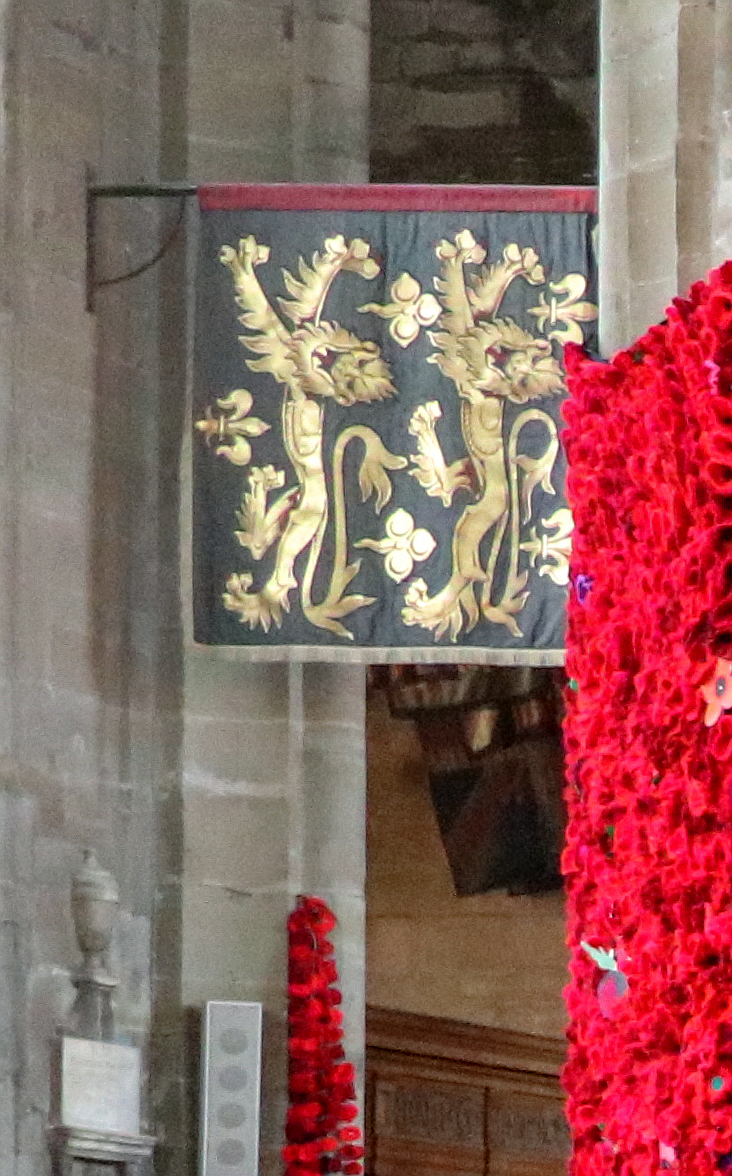
モントゴメリーのガーター騎士団員としてのバナー

- 1945年、バス勲章(バス騎士団)ナイト・グランド・クロス（GCB）[8]
- 1946年、ガーター勲章(ガーター騎士団)ナイト（KG）[9]

## 書籍
- 『モントゴメリー回想録』 高橋光夫・舩阪弘訳 読売新聞社 1971年 1023-501461-8715（戦後部分については割愛されている抄訳である）
- コリン・ジョイス『驚きの英国史』（NHK出版新書）「モンティ」pp.131-135